# Saulius Karosas
Saulius Karosas (* 22. April 1958 in der Litauischen SSR; † 16. Januar 2019) war ein litauischer Unternehmer und galt als reichster Litauer.

## Leben
Karosas absolvierte ein Studium und wurde Ingenieur. Er gründete viele Unternehmen in Litauen und im Ausland, z. B. die litauische Unternehmensgruppe Medicinos banko grupė. Karosas verwaltete die Mehrheit der Aktien indirekt, über seine Unternehmen wie Western Petroleum, UAB SK-Impeks (litauische Unternehmensgruppe), Grožio terapijos ir chirurgijos klinika  oder Turto garantas. 1998 gründete er die Saulius-Karosas-Stiftung.